# Suchdol nad Odrou
Suchdol nad Odrou là một chợ huyện thuộc huyện Nový Jičín, vùng Moravskoslezský, Cộng hòa Séc.